# (10387) Bepicolombo
Pour les articles homonymes, voir Colombo (homonymie).
(10387) Bepicolombo est un astéroïde de la ceinture principale.

## Description
(10387) Bepicolombo est un astéroïde de la ceinture principale. Il fut découvert le 18 octobre 1996 à Sormano par Piero Sicoli et Francesco Manca. Il présente une orbite caractérisée par un demi-grand axe de 2,68 UA, une excentricité de 0,16 et une inclinaison de 12,7° par rapport à l'écliptique.
Il est nommé d'après l'astronome et mathématicien Giuseppe Colombo.

## Compléments